# 2015-ös afrikai nemzetek kupája (döntő)
A 2015-ös afrikai nemzetek kupája döntője február 8-án, helyi idő szerint 20 órakor, magyar idő szerint 19 órakor kezdődött Batában a Estadio de Bata stadionban. A mérkőzés győztese, Elefántcsontpart nyerte a 2015-ös afrikai nemzetek kupáját.
A mérkőzésen a rendes játékidő végén döntetlen (0–0) volt az eredmény, ezért 2×15 perces hosszabbítást rendeztek, s mivel akkor sem született gól, büntetőpárbaj következett, amelyben Elefántcsontpart felülmúlta Ghána válogatottját.

## A mérkőzés
| 2015. február 8. 20:00 (19:00) |

| Elefántcsontpart                                                         | 0–0 (h. u.) | Ghána                                                                      |
| ------------------------------------------------------------------------ | ----------- | -------------------------------------------------------------------------- |
|                                                                          | Jegyzőkönyv |                                                                            |
| Büntetőpárbaj                                                            |             |                                                                            |
| Bony Tallo Aurier Doumbia Y. Touré Kalou K. Touré Kanon Bailly Die Barry | 9–8         | Wakaso J. Ayew Acquah Acheampong A. Ayew Mensah Badu Afful Baba Boye Razak |

| Estadio de Bata, Bata Nézőszám: 38 000 Játékvezető: Bakary Gassama (gambiai) |